# Kirenija
Kirenija (grško Κερύνεια lokalno [t͡ʃeˈɾiɲˑa]; turško Girne [ˈɟiɾne]) je mesto na severni obali Cipra, znano po zgodovinskem pristanišču in gradu. Je pod dejanskim nadzorom Severnega Cipra.
Čeprav obstajajo dokazi, ki kažejo, da je bila širša regija Kirenije poseljena že prej, so mesto zgradili Grki, Ahajci s Peloponeza po trojanski vojni (1300 pr. n. št.). Po grški mitologiji sta Kirenijo ustanovila Ahajca Cefej in Praksandrus, ki sta tam končala po trojanski vojni. Junaki so dali novemu mestu ime svojega mesta Kirenija, ki je bil v Ahaji v Grčiji.
Ko je mesto raslo, so v 1. stoletju našega štetja Rimljani postavili temelje njegovega gradu. Kirenija je po 9. stoletju postala pomembnejša zaradi varnosti, ki jo je nudil grad, in je igrala ključno vlogo pod vladavino Lusignanov, saj mesto ni nikoli kapituliralo. Grad so nazadnje spremenili Benečani v 15. stoletju, vendar se je mesto leta 1571 predalo Osmanskemu cesarstvu.
Prebivalstvo mesta je bilo leta 1831 razdeljeno med muslimane in kristjane, z majhno muslimansko večino. Vendar pa je s prihodom britanske vladavine veliko ciprskih Turkov pobegnilo v Anatolijo, mesto pa so večinoma naseljevali ciprski Grki. Medtem ko je mesto utrpelo malo nasilja med skupnostmi, so njegovi prebivalci ciprski Grki, ki jih je bilo okoli 2650, pobegnili ali so bili prisilno razseljeni po turški invaziji leta 1974. Trenutno mesto naseljujejo ciprski Turki, celinski turški naseljenci in britanski izseljenci. V občini živi 33.207 prebivalcev.
Kirenija je kulturno in gospodarsko središče, opisano kot turistična prestolnica Severnega Cipra. Je dom številnih hotelov, nočnega življenja in pristanišča. Vsako leto gosti kulturni in umetniški festival z več sto sodelujočimi umetniki in izvajalci in je dom treh univerz s približno 14.000 študentov.

## Zgodovina

### Prazgodovina in antika
Najzgodnejši dokument, ki omenja Kirenijo, je Periplus Pseudo Skylax. Izvira iz 13. stoletja, vendar temelji na znanju iz 4. stoletja pred našim štetjem. Rokopis poimenuje številna mesta ob sredozemski obali in omenja Kirenijo kot pristaniško mesto: »Nasproti Kilikije je otok Ciper in to so njene mestne države (polis): Salamina, ki je grška in ima zaprto zimsko pristanišče; Karpasia, Kirenia, Lapithos, kar je feničansko; Soloi (ta ima tudi zimsko pristanišče); Marion, kar je grško; Amathus (ki je avtohton). Vsi imajo zapuščena (poletna) pristanišča. Obstajajo pa tudi mestne države, ki govorijo tuje jezike v notranjosti. '4 Skylax je tako Kirenijo kot Lapitos omenjal kot feničanski mesti. Kovanci s feničanskimi legendami poudarjajo, da je bila severna obala med Kirenijo in Lapitosom vsaj pod feničanskim vplivom.
Drug topografski vir je Stadiasmus Maris Magni (iz imena stadium, enota, ki meri razdalje, 1 stadij = 185,25 metrov). Neznani avtor, ki je odplul od rta Anamur na kilikijski obali do Cipra in obplul otok, je navedel razdalje od Male Azije do najbližje točke na Cipru. To je bilo 300 stadijev, približno 55.000 metrov. Zabeležil je tudi razdalje med mesti. Od Solija do Kirenije je štel 350 stadijev, od Kirenije do Lapitosa 50 in od Lapitosa do Karpasije je bilo 550 stadijev.
Geografija Klavdija Ptolemaja, ki je bila izgubljena več kot tisoč let in ponovno odkrita v srednjem veku, je nadaljnji pomemben vir, na katerem temelji kasnejša kartografija renesanse. Ptolemaj, ki je živel v Aleksandriji v Egiptu, okoli 150 n. št., navaja razdalje med mesti in naselji na Cipru, ki so označene s cikli. Navaja tudi Kirenijo.
Druga srednjeveška reprodukcija starodavnega zvitka je Tabula Peutingeriana. Dolg je skoraj sedem metrov in širok en meter in prikazuje cestno mrežo v Rimskem cesarstvu iz 4. / 5. stoletja. Ceste so narisane v ravnih črtah, cestne postaje pa so označene z zavoji, mesta pa s piktogrami z imenom kraja in številkami v rimskih miljah. Kirenija skupaj s Pafosom, Soloijem, Tremethousio in Salamisom je označena s piktogramom, ki prikazuje dva stolpa blizu skupaj. Kirenijo povezuje cesta preko Lapitosa in Soloija s Pafosom in preko Kitrija (grško Kythraea, turško Deirmenlik) s Salamisom.
Z uporabo miljnikov v rimskih časih se je pojavil nov vir, ki kaže, da je bil cestni krog okoli otoka končan. Kirenija je bila preko Soloija in Pafosa povezana z zahodnim in južnim delom otoka. Hkrati je bila cesta proti vzhodu podaljšana ob obali do Karpasije in Uranie na polotoku Karpas. V naslednjih stoletjih je Kirenija na zemljevidih različno poimenovana kot Ceraunia, Cerenis, Keronean, Kernia in Kerini.
Kefej iz Arkadije naj bi bil ustanovitelj mesta Kirenija. Kot vojskovodja je prispel na severno obalo otoka in s seboj pripeljal številne naseljence iz različnih mest v Ahaji. Eno takšno mesto, ki je v bližini današnjega Aigia na Peloponezu, se je imenovalo tudi Kirenija. To naj bi bil dom mitične kerinejske košute (grško Κερυνῖτις ἔλαφος, romanizirano Kerynitis elaphos) iz 12 Herkulovih del. Vzhodno od Kirenije leži obala Ahajcev. Po Strabonu je bil v Kireniji prvi na kopnem Teucer, da bi po trojanski vojni ustanovil starodavno kraljestvo Salamis.
Najstarejša omemba mesta Kirenija je skupaj z ostalimi sedmimi mestnimi kraljestvi na Cipru v egipčanskih pisavah iz obdobja Ramzesa III., 1125-1100 pr. n. št.
Trgovina in pomorska trgovina Kirenije sta že od prvih dni naselitve imela velike koristi od njene bližine maloazijske obale. Čolni so odpluli z egejskih otokov, potovali vzdolž obale Male Azije in nato prečkali kratko razdaljo do severnih obal Cipra, da bi dosegli dve mestni kraljestvu Lapitos in Kirenijo. Ta živahna pomorska dejavnost (pozno 4. ali zgodnje 3. stoletje pr. n. št.) je očitna v starodavni razbitini ladje, ki jo je leta 1965 odkril Andreas Kariolou, tik pred pristaniščem Kirenija. Pot plovila vzdolž Samosa, Kosa, Rodosa, obale Male Azije in nato Kirenije dokazuje tesne pomorske odnose mesta z drugimi mestnimi kraljestvi v vzhodnem Sredozemlju.
Med nasledstvenim bojem med Ptolemajem I. in Antigonom I., ki je sledil smrti Aleksandra Velikega leta 323 pr. n. št., je bila Kirenija podvržena vladavini kraljestva Lapitos, ki se je povezalo z dinastijo Antigonidov. Diodor Sicilski (19.79) opaža, da je leta 312 pr. n. št. Ptolemaj aretiral Praksiposa, kralja Lapitosa in kralja Kirenije. Ko so Ptolemaji uspeli obvladati celoten otok, so bila vsa mestna kraljestva ukinjena. Vendar je Kirenija zaradi svoje pomorske trgovine še naprej uspevala. V 2. stoletju pred našim štetjem se navaja kot eno od šestih ciprskih mest, ki so bila dobrotnik oraklja v Delfih, torej je prejela svoje posebne predstavnike, ki so zbirali prispevke in darila. Razcvet mesta v tem času je razviden tudi iz dveh templjev, enega posvečenega Apolonu in drugega Afroditi, ter iz bogatih arheoloških najdb iz helenističnega obdobja, izkopanih v današnjih mejah mesta.
Rimljani so nasledili Ptolomaje kot vladarji Cipra in v tem času je Lapitos postal upravno središče okrožja. Številne izkopane grobnice in bogate arheološke najdbe iz tega obdobja pa kažejo, da je bila Kirenija še naprej naseljeno in uspešno mesto. Napis, ki je bil najden na dnu apnenčastega kipa iz leta 13 do 37 našega štetja, se nanaša na Kyrenians Demos, to je prebivalce mesta. Tako kot povsod so Rimljani pustili svoj pečat tako, da so zgradili grad z obzidjem pred njim, da so se lahko varno zasidrali čolni in ladje.
Krščanstvo je na tem območju našlo plodna tla. Zgodnji kristjani so uporabljali stare kamnolome Chrysokava, vzhodno od gradu Kyrenia, kot katakombe in pokopališča, ki veljajo za najpomembnejše primerke otoka tega obdobja. Kasneje so bile nekatere od teh jam spremenjene v cerkve in imajo čudovito ikonografijo, med katerimi je najbolj reprezentativna tista v Ayia Mavri. Najnovejše izdaje Rimskega martirologija ne vsebujejo več omembe, kot mučenca, škofa Teodota s tega sedeža. Grški Menologium (knjiga urejena po mesecih) pod 6. majem pripoveduje, da je bil pod Licinijem aretiran in mučen, preden je bil izpuščen, ko je Milanski edikt iz leta 313, katerega soavtor je bil Licinij, zapovedal strpnost kristjanov v rimskem cesarstvu.

### Srednji vek
Z razdelitvijo Rimskega cesarstva na vzhodno in zahodno cesarstvo je leta 395 Ciper prišel pod bizantinske cesarje in grško pravoslavno cerkev. Bizantinski cesarji so utrdili rimski grad Kyrenia in v 10. stoletju v njegovi bližini zgradili cerkev svetega Jurija, ki jo je garnizon uporabljal kot kapelo. Potem, ko je bila leta 806 Lambousa uničena v arabskih napadih, je Kirenija pridobila na pomenu, saj sta njen grad in posadka prebivalcem nudila zaščito in varnost. Isaac Komnen s Cipra, zadnji bizantinski guverner otoka, je svojo družino in zaklade poslal na varno v grad leta 1191, ko je angleški kralj Rihard I. Levjesrčni šel v vojno z njim in postal novi gospodar otoka.
Rihardova vladavina na Cipru ni bila dobrodošla, zato je otok najprej prodal vitezom templjarjem, nato pa leta 1192 Guyu Lusignanu. Pod frankovsko oblastjo so vasi okrožja Kirenija postale fevdalne posesti, mesto pa je ponovno postalo upravno in trgovsko središče svoje regije. Lusignanci so grad povečali, zgradili obzidje in stolpe okoli mesta ter razširili utrdbe do pristanišča. Utrdili so tudi bizantinske gradove Sveti Hilarion, Buffavento in Kantara, ki so skupaj z gradom Kyrenia varovali mesto pred napadi s kopnega in morja. Grad Kyrenia je imel ključno vlogo v zgodovini otoka med številnimi spori med frankovskimi kralji, pa tudi spopadi z Genovežani.
Leta 1229, med državljansko vojno na Cipru, so sile ciprskega kralja Henrika I. in Ibelinov vzele grad Kyrenio privržencem Friderika II. s podporo genovskih ladij. Nenavadno je bila žena Henrika I. Alice Montferratska ena od žrtev in je nikoli ni srečal.
Leta 1489 je Ciper prišel pod beneško oblast. Benečani so grad Kyrenia spremenili, da bi se soočili z grožnjo, ki jo je predstavljala uporaba smodnika in topov. Kraljevi prostori gradu in trije od štirih tankih in elegantnih frankovskih stolpov so bili porušeni in nadomeščeni z debelimi okroglimi stolpi, ki so lahko bolje vzdržali topovski ogenj.
Leta 1505 je kuga, ki naj bi izvirala iz Anatolije, ubila četrtino mestnega prebivalstva. Leta 1523 je mesto prizadela še ena kuga, ki je nastala v Levantu in je prizadela dele otoka.
Grajski stolpi niso bili nikoli preizkušeni. Leta 1571 sta se grad in mesto predala osmanski vojski.

### Osmanska oblast
Pod osmansko vladavino je bilo okrožje Kirenija sprva eno od štirih, nato eno od šestih upravnih okrožij otoka, mesto pa je ostalo njegova upravna prestolnica. Premoženje mesta je nazadovalo, saj so ga preoblikovali v garnizonsko mesto. Krščansko prebivalstvo je bilo izgnano iz utrjenega mesta, v gradu pa ni smel prebivati nihče razen topničarjev in njihovih družin. Ti moški so s svojim samovoljnim ropanjem in zločini silili prebivalce mesta in okoliških vasi, tako krščanske kot muslimanske. Redki domačini, ki so si upali ostati, so bili trgovci in ribiči, katerih preživetje je bilo odvisno od morja. Svoje domove so zgradili zunaj mestnega obzidja, ki se je skozi čas, zanemarjenost in propadanje spremenilo v ruševine. Preostali prebivalci so se preselili dlje v območje, znano kot Pano Kyrenia ali Riatiko (tako imenovano, ker je nekoč pripadalo kralju) ali pa so pobegnili dlje v notranjost in v gorske vasi Thermeia, Karakoumi, Kazafani, Bellapais in Karmi.
Mesto je ponovno oživelo, ko so podkupnine in darila, plačane lokalnim turškim uradnikom, dovolili nadaljevanje lokalne pomorske trgovine z Malo Azijo in egejskimi otoki. Leta 1783 je bila obnovljena cerkev Chrysopolitissa. Nato je bila leta 1856, po Hatt-i Humayun (osmanski reformni edikt iz leta 1856), ki je uvedel družbeno in politično reformo ter večjo versko svobodo za različne narode Osmanskega cesarstva, cerkev nadangela Mihaela ponovno zgrajena na skalnati gori s pogledom na morje. Približno v tem času so se številni krščanski prebivalci okoliških vasi ponovno naselili v mestu. Lokalno kmetijstvo in pomorska trgovina, zlasti izvoz rožičev v Malo Azijo, sta prebivalcem Kirenije omogočila udobno življenje, nekaterim pa so celo šolali svoje otroke in se ukvarjali z drugimi kulturnimi dejavnostmi.
Po popisu iz leta 1831, ki je štel samo moške prebivalce, so muslimani predstavljali 52 % prebivalstva. Do leta 1881, po treh letih britanske uprave otoka, je bilo število muslimanov in kristjanov v mestu še vedno skoraj enako; popis za leto 1881 beleži prebivalstvo mesta kot 570 muslimanov in 594 kristjanov. Vendar pa je med letoma 1881 in 1931 prišlo do znatnega izseljevanja muslimanov iz mesta v Anatolijo, kar je zmanjšalo delež muslimanskega prebivalstva na samo 36 % leta 1901, 32,5 % leta 1911, 30 % leta 1921 in 24 % leta 1931. Ena razlaga za ta eksodus je lahko splošna zaskrbljenost, ki je prevladovala med muslimanskim prebivalstvom otoka med balkansko in prvo svetovno vojno, ko so se Osmani borili proti Grčiji v prvi in Veliki Britaniji v drugi vojni. Razglasitev otoka za britansko kolonijo leta 1924 je povzročila nadaljnje izseljevanje ciprskih Turkov v Anatolijo, kar je značilno za šibko vez ciprskega turškega prebivalstva z mestom. Delež ciprskih Turkov se je še naprej zmanjševal do leta 1960, ko je dosegel 20 %.

### Britanska oblast
Leta 1878 je bil po tajnem dogovoru med britansko in osmansko vlado otok prepuščen Veliki Britaniji kot vojaško oporišče v vzhodnem Sredozemlju. Sprva Velika Britanija ni naredila večjih upravnih sprememb, zato je Kirenija ostala glavno mesto okrožja. Preko gorskega prelaza je bila zgrajena cesta, ki je povezala mesto z Nikozijo, prestolnico otoka, pristanišče pa je bilo popravljeno in razširjeno, da bi lahko sprejelo vse večjo trgovino z nasprotno obalo. V mestu so bile urejene komunalne zadeve, občinski svet pa je aktivno sodeloval pri čiščenju in posodobitvi mesta.
Leta 1893 je bila z zasebnimi prispevki in trudom zgrajena bolnišnica. Do 1900-ih je bila Kirenija živahno mestece z novo šolsko stavbo, lastnim časopisom ter družabnimi, izobraževalnimi in atletskimi klubi. To je bilo tudi priljubljeno počitniško mesto za številne bogate nikozijske družine. Številne hiše so preuredili v penzione in prenočišča in leta 1906 je bil ob morju zgrajen prvi hotel Akteon.
V teh prvih desetletjih britanske vladavine pa so se povečale tudi gospodarske težave za prebivalstvo. Visoka obdavčitev, pogoste suše in svetovna gospodarska depresija so bili dejavniki, ki so povzročili množično izseljevanje ljudi iz mesta in okrožja, najprej v Egipt in nato v Združene države. Prenos otoka pod britansko oblast je vzbudil zaskrbljenost tudi pri prebivalstvu ciprskih Turkov, katerega število je stagniralo, saj je prišlo do znatnega izseljevanja v Turčijo. Medtem se je razmerje ciprskih Grkov znatno povečalo z 49 % na 67 %.
Leta 1922 se je škofijski sedež Kirenije preselil nazaj v mesto po dokončanju nove metropolitanske stavbe. Istega leta je grško-turška vojna ustavila vso trgovino z nasprotno obalo, kar je povzročilo resno gospodarsko depresijo.
Costas Catsellis, mlad repatriant iz Združenih držav, je priskočil na pomoč z gradnjo prvih sodobnih hotelov v mestu, Seaview leta 1922 in Dome leta 1932. Blaga klima v Kireniji, slikovito pristanišče, številna arheološka najdišča, panoramski razgledi, ki združujejo morje, gore in vegetacijo, skupaj s sodobnimi dobrinami, so kmalu privabili številne popotnike in gospodarstvo Kirenije je oživelo s turizmom.
Po drugi svetovni vojni je bilo zgrajenih več hotelov in mesto je ostalo priljubljeno počitniško mesto tako za ljudi iz Nikozije kot za tuje popotnike. Grškim in turškim prebivalcem mesta so bili dodani številni iz Velike Britanije, ki so si za stalno prebivališče izbrali Kirenijo.

### 1960-do danes
Leta 1960 je Ciper pridobil neodvisnost od Velike Britanije. Vendar pa je medobčinski konflikt, ki je izbruhnil v letih 1963–64 med grškim in turškim prebivalstvom otoka, ponovno spodkopal blaginjo Kirenije. Medtem ko so bili spopadi v Kireniji minimalni, je turška odporniška organizacija blokirala cesto Kirenija-Nikozija in zasedla grad svetega Hilariona.
Kljub tem težavam so bila 1960-ta in zgodnja 1970-ta leta obdobje živahne kulturne in gospodarske dejavnosti. Zgrajena je bila nova mestna hiša in ustanovljen Folklorni muzej. Starodavni brodolom, na katerega smo že namigovali, je bil ponovno sestavljen, skupaj z vsemi amforami in tovorom, ter trajno razstavljen na gradu. Število novih hotelov in turistov se je množilo in v zgodnjih 1970-ih je bila zgrajena nova cesta, ki povezuje mesto z Nikozijo z vzhoda. Kulturna dejavnost mesta se je močno povečala. Poleg številnih tradicionalnih kulturnih in verskih sejmov in festivalov, ki se vsako leto praznujejo, so bile organizirane cvetlične predstave, jadralne dirke, koncerti in gledališke predstave. Kirenija, najmanjše ciprsko mesto, je bila nedvomno najdragocenejši dragulj otoka.
Po popisu iz leta 1973 je bilo 67,7 % prebivalcev mesta ciprskih Grkov, medtem ko so ciprski Turki predstavljali 25,1 % prebivalstva. Prebivalci mesta, Grki, Turki, Maroniti, Armenci, Latini in Britanci, so mirno sobivali in sodelovali pri svojih vsakdanjih zadevah, mesto pa je preraslo dve zgodovinski soseski Kato (Spodnja) Kirenija in Pano (Zgornja) Kirenija. Širila se je proti gorskim pobočjem in tvorila novo sosesko "Kalifornija", proti vzhodu pa je skoraj dosegla obrobje Thermia, Karakumi in Ayios Georgios.
20. julija 1974 je turška vojska napadla Ciper kot odgovor na državni udar, ki sta ga izvedla EOKA B in grška vojaška hunta v letih 1967–1974 , pristala na točki 5 milj, zahodno od Kirenije. Turška vojska je 22. julija 1974 med premirjem, ki so ga čuvali ZN, dosegla Kirenijo, ko se je okrepila proti lokalnim silam. Večina grškega prebivalstva mesta je pobegnila po turškem napredovanju. Majhna skupina ciprskih Grkov, ki je poskušala ostati v Kireniji, je bila v hotelu Dome do oktobra 1975, nato pa so jih odpeljali v Bellapais; skupno število razseljenih ciprskih Grkov iz Kirenije je bilo okoli 2650. Kasneje so se ciprski Turki preselili od drugod s Cipra in priseljenci iz Turčije, zaradi česar je sedanji etnični sestav mesta pretežno turški in ciprski turški.

## Mesto

### Pristanišče
V času razcveta, tik pred britansko okupacijo otoka leta 1878, je bilo pristanišče Kirenija tiho, pogosto prezrto pristanišče med Ciprom in drugimi državami v Evropi in na Bližnjem vzhodu. Od tam so lokalni Caïques (tradicionalni ribiški čoln), ki so bili v lasti ciprskih Grkov in Turkov, vodili uspešno trgovino. Glede na letni čas so izvažali pšenico in olive, osle in koze in še marsikaj. Večji čolni, večinoma iz Evrope, so prispeli pozno jeseni in v začetku zime, da bi prevzeli pridelek rožičev, glavnega izvoznega artikla tega območja. Caiques so pripeljali les, lončeno posodo, stročnice, sir, maslo in celo majhne luksuzne predmete, kot so svila in bombažno blago, gumbi in nenavadni kosi pohištva. Počasi sta se okoli pristanišča pojavili dve nadstropni stavbi, saj so lastniki spodnje nadstropje uporabljali za skladišča, drugo nadstropje pa za svoja bivališča.
Mestna trgovina z anatolsko obalo in onstran Levantskega morja je bila močno prizadeta, ko je leta 1885 takratna britanska otoška vlada začela delati pristanišče Kirenija, zaradi česar je bilo pristanišče široko odprto za severno burjo. Počasi, v naslednjih desetletjih, je bilo v pristanišču Kirenija razbitih na desetine caiqueov, njihovi lastniki pa si pogosto niso mogli opomoči od izgube.
Pristanišče Kirenija je trenutno turistična lokacija.

### Arhitektura
Grad Kyrenia na vzhodnem koncu starega pristanišča je spektakularno mesto. Grad izvira iz bizantinskih časov in je služil Bizantincem, križarjem, Benečanom, Osmanom in Britancem. Znotraj njegovih obzidja je kapela iz 12. stoletja s ponovno uporabljenimi poznorimskimi kapiteli in muzej brodolomov. Ogromni okrogli stolpi, ki so jih Benečani zgradili leta 1540, zasedajo vogale. Ti so grad utrdili proti takratnemu topništvu.
V mestu je muzej ikon, ki je v cerkvi, ki je bila posvečena nadangelu Mihaelu. Nedaleč od njega je nekaj grobov, vklesanih v skalo iz približno 4. stoletja. Za pristaniščem so ruševine majhne krščanske cerkve, v pristanišču pa je majhen stolp, s katerega bi lahko nataknili obrambno verigo, da bi pristanišče zaprli morebitnim sovražnikom. Anglikanska cerkev sv. Andreja stoji za gradom, blizu avtobusne postaje in je odprta vse leto.
Primer osmanske arhitekture v središču mesta je mošeja Agha Cafer paše, zgrajena v letih 1589–90. V mestu so tudi štiri fontane iz 19. stoletja in pokopališče iz osmanske dobe, kjer naj bi bili pokopali vojaki, ki so služili na gradu, in žrtve nalezljivih bolezni.
Samostan Bellapais (iz francoščine abbaye de la paix, kar pomeni samostan miru), v severni vasi Bellapais, je bila zgrajena med letoma 1198 in 1205. Glavno stavbo, kot jo vidimo danes, so v 13. stoletju zgradili Francozi, avguštinski menihi, zlasti v času vladavine kralja Huga III. 1267–1284. Paviljoni okoli dvorišča in refektorij so bili zgrajeni v času vladavine kralja Huga IV. med letoma 1324 in 1359. Ogledate si lahko tudi starogrško pravoslavno cerkev Matere Marije, oblečene v belo.
Zunaj mesta, na Kirenijskem pogorju, si lahko ogleda grad Buffavento, grad sv. Hilariona in grad Kantara, za katere se domneva, da so jih zgradili Bizantinci po arabskih napadih na otok. Med vladavino Lusignanov je bil grad Buffavento zapor in se je imenoval Château du Lion. Tam naj bi zbežal despot bizantinski kralj otoka Isaac Komnen, potem ko je Rihard Levjesrčni leta 1191 osvojil Ciper. Grad svetega Hilariona na vrhu gore prevladuje nad mestom Kirenija in je viden več kilometrov vzdolž obale. Zgodovinski zapisi kažejo, da je bil grad prvotno samostan, ustanovljen okoli leta 800, ko je menih po imenu Hilarion izbral mesto za svojo puščavnico. Kasneje, morda leta 1100, so samostan spremenili v grad. Najbolj vzhodni izmed treh gradov je grad Kantara. Viri omenjajo grad šele leta 1191, ko je Rihard Levjesrčni zavzel otok.

## Podnebje
Kirenija ima vroče poletno sredozemsko podnebje (Köppnova podnebna klasifikacija Csa) z dolgimi, suhimi in vročimi poletji ter hladnimi zimami z mešanim vremenom s sončnimi obdobji in dežjem.

## Gospodarstvo
Kirenija, ki jo Univerza Bližnjega vzhoda imenuje zelo živahno mesto, je središče turizma na Severnem Cipru in eno najpomembnejših mest na Cipru v smislu turizma. Gosti številna nakupovalna središča, restavracije in živahno nočno življenje s številnimi zabavnimi objekti. Zlasti pristanišče je polno kavarn, barov in restavracij, ki jih obiskujejo domačini in turisti. Leta 2009 je imela 93 hotelov, od tega devet s petimi zvezdicami. In 2009, it had 93 hotels, nine of which had five stars.
V začetku 2000-ih je mesto in okolica doživela gradbeni razcvet zaradi pozitivnega razpoloženja, ki ga je ustvaril Annanov načrt za Ciper. Med letoma 2001 in 2003 se je število gradbenih primerov na leto povečalo za več kot trikrat, v mestu pa je bilo veliko premoženja prodanega tujcem. Gradbeni razcvet je povzročil gradnjo številnih stanovanjskih naselij in večstanovanjskih stavb. Mesto je skozi desetletje še naprej prejemalo velike naložbe in je še vedno središče naložb. Vendar pa je recesija, ki je prizadela Severni Ciper konec 2000-ih in v začetku 2010-ih, prizadela mesto in povzročila velike težave malim podjetnikom in lastnikom trgovin pri vzdrževanju svojih podjetij. Pomemben del gospodarstva sestavljajo turisti, ki obiskujejo igralnice, vendar to ne pomeni nujno koristi za lokalna podjetja.
Poleg zgodovinskega pristanišča je v Kireniji tudi pristanišče, imenovano Turistično pristanišče Kirenija, odprto leta 1987. To pristanišče je zaradi relativne bližine Turčije glavno prometno središče na Severnem Cipru in je dom pomembne komercialne dejavnosti, hkrati pa je priljubljeno vstopno mesto za turiste, ki se odločijo za potovanje s trajektom. Veliko je prispeval k pretoku komercialnih izdelkov in turistov med Turčijo in Severnim Ciprom.

## Kultura
Kirenija vsako leto gosti Kirenijski Festival kulture in umetnosti ves mesec junij. Festival vključuje koncerte od priljubljenih turških skupin in pevcev, kot so Duman, Sertab Erener in Zülfü Livaneli, do latino glasbe in reggaeja v mestnem amfiteatru in na trgu Ramadan Cemil, pogovorne oddaje, predstave in muzikale, ki jih izvajajo gledališke skupine iz Turčije. Na festivalu je leta 2012 sodelovalo 500-600 umetnikov in izvajalcev. Gostil je tudi mednarodne izvajalce, kot sta zasedbi UB40 in The Animals, ter povabil na nastope ulične umetnike iz Evrope. Pohvaljen je bil tudi zaradi vključujočega pristopa do lokalnih glasbenikov kot načina spodbujanja kulturne dejavnosti na Severnem Cipru. Pod županom Nidaijem Güngördüjem se je festival preimenoval v "Kyrenia Days of Culture and Arts", dejavnosti pa so potekale od maja do septembra.
Mesto je leta 2014 gostilo mednarodni filmski festival Golden Island, prvič, ko je taka organizacija potekala na Severnem Cipru. Na festivalu je bilo prikazanih 20 turških filmov na Cipru in tudi tuji filmi.
Mesto je dom različnih glasbenih dejavnosti. Ena takšnih dejavnosti je letni mednarodni glasbeni festival Bellapais, na katerem sodelujejo znani turški ciprski glasbeniki, kot je pianist Rüya Taner in mednarodni glasbeniki. Druga taka organizacija je pomladni glasbeni festival Bellapais, ki vključuje opere in koncerte klasične glasbe turških ciprskih, turških in mednarodnih posameznikov in institucij.

### Pobratena mesta
Kirenija je pobratena z:
- Mudanya, Turčija (od 1999)[28]
- Bukarešta Sector 4, Romunija (od 2013)[29]
- Adana, Turčija[30]
- Çankaya, Ankara, Turčija[31]
- Karşıyaka, İzmir, Turčija (od 1998)[32]
- Muratpaşa, Antalya, Turčija (od 2009)[33]

## Galerija
- Pogled iz gradu Kyrenia
- Muzej brodolomov Kirenija
- Novo pristanišče